# Elizabeth Bentley

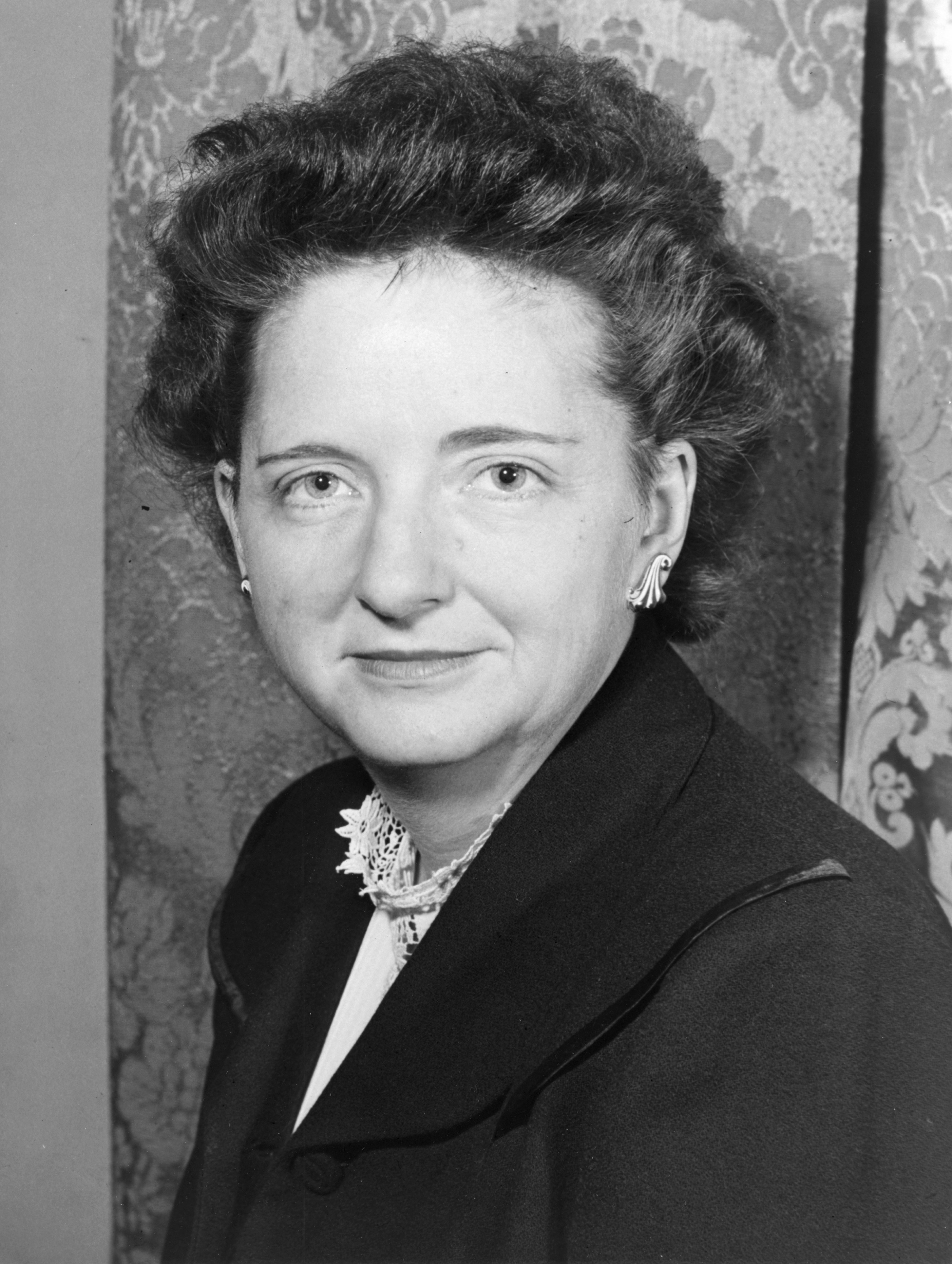
Elizabeth Bentley, 1948

Elizabeth Terill Bentley (* 1. Januar 1908 in Milford, Connecticut; † 3. Dezember 1963 in New Haven, Connecticut) war eine US-amerikanische Kommunistin, die in der Zeit von 1938 bis 1945 als sowjetische Agentin tätig war.

## Leben
Sie absolvierte das Vassar College mit Diplomen in Englisch, Französisch und Italienisch (1930) und begann ein Studium an der Universität Columbia in New York. Sie erhielt 1933 ein Stipendium für die Universität Florenz und engagierte sich dort in der faschistischen Universitätsbewegung. Ihr Lehrer und Antifaschist Mario Casella konnte sie aber von seiner politischen Richtung überzeugen. Nach ihrer Rückkehr in die USA setzte sie ihr Studium an der Columbia-Universität fort und trat dort zuerst der Tarnorganisation Amerikanischen Liga gegen Krieg und Faschismus und im März 1935 der Kommunistischen Partei der USA (CPUSA) bei.
Während ihrer Tätigkeit an der faschistischen italienischen Bibliothek in New York ab 1938 bekam sie Kontakt mit Unternehmen und Personen, die das faschistische Regime in Italien mit Informationen über die Politik der USA und militärische Fortschritte informierten. Im Auftrag der CPUSA sammelte sie diese Informationen und übergab sie ihrem Kontaktmann Jakob Golos im sowjetischen Konsulat. Ihr regelmäßiger Treffpunkt war dabei in unmittelbarer Nähe des Rock Creek Park. Golos, der zwischenzeitlich auch ihr Liebhaber war, sorgte 1940 dafür, dass sie eine wichtige Position in der U.S. Service and Shipping Corporation, einer verdeckt arbeitenden Firma des Justizministeriums der USA, erhielt. Dort stieg sie zur Vizepräsidentin auf und versorgte Golos mit allen wichtigen Informationen. Sie bildete in dieser Zeit gemeinsam mit Nathan Gregory die sogenannte Silvermaster-Gruppe, welche u. a. aus Staatsanwälten und Historikern bestand, und schuf damit eine der wichtigsten Spionagegruppen aus kommunistischer Überzeugung in den USA während des Zweiten Weltkrieges.
1943 erlitt ihr Kontaktmann und Liebhaber Jakob Golos einen tödlichen Herzinfarkt. Der CPUSA-Generalsekretär Earl Browder teilte ihr daraufhin mit, dass er die Leitung des Spionagenetzwerks dem neuen Agenten des sowjetischen Konsulats Iskhak Akhmerov übertragen werde und mit der Perlo-Gruppe um Victor Perlo verschmelzen werde. Damit wurde ihr Einfluss innerhalb des Netzwerkes stark eingeschränkt. Nur widerwillig führte sie ihre Tätigkeit in dieser neuen Organisation aus. Anfang Juni 1944 forderte Akhmerov Bentley auf, künftig direkt dem NKWD in Moskau zu berichten. Sie bezeichnete daraufhin Browder als Moskauer Marionette. Ende 1944 wurde ihr daraufhin durch Browder, Perlo und Akhmerov mitgeteilt, dass sie sämtliche ihr noch vorliegenden Dokumente zu übergeben habe und den Posten der Vizepräsidentin der U.S. Service and Shipping Corporation zu räumen – offiziell also zurückzutreten – habe, da man in Moskau um die Sicherheit der Gruppe fürchte. Sie begann kurz danach eine Affäre mit einem Mann, von dem sie nicht genau wusste, ob er Agent des FBI oder der Sowjetunion war. Aufgrund dieser Ungewissheit begann sie zu trinken und erschien auch wiederholt bei Treffen mit ihrem neuen Führungsoffizier Anatoly Gorsky angetrunken. Dieser betrachtete Bentley daraufhin als unzuverlässig und teilte ihr mit, dass man sie in Abstimmung mit der CPUSA als Agentin abschalten werde. Anfang Juli 1945 trat sie nach diesen Differenzen mit der Parteiführung und über die Politik Stalins auch aus der CPUSA aus und offenbarte sich im August 1945 dem FBI. Im Rahmen und wegen ihrer verschiedenen Aussagen, welche sich bis November 1945 hinzogen, veranlasste das FBI einen Einbruch in das sowjetische Konsulat in New York und entwendete dort die Venona-Papiere. Trotzdem traf sie sich noch im September 1945 mit Gorsky. Nachdem sich im Oktober 1945 Luis Bedenz, der Leiter der CPUSA-Parteizeitung Daily Worker vom Kommunismus abwandte, sollte sie endgültig abgeschaltet werden. Dieser Maßnahme kam sie zuvor und legte am 6. November 1945 beim FBI ein umfangreiches Geständnis zu ihrer bisherigen Tätigkeit und Kontakten ab. Sie nannte etwa 150 Personen, welche in den USA als Agenten für die Sowjetunion tätig gewesen waren. Damit und durch ihr vorheriges unkontrolliertes Verhalten vereitelte sie allerdings auch die Pläne des FBI, sie als Doppelagentin nutzen zu können.
Ihre wichtigsten Aussagen bezüglich der Spionage durch die Sowjetunion vor dem Ausschuss für unamerikanisches Verhalten wurden 1948 veröffentlicht und bildeten die Grundlage der Bildung eines geheimdienstlichen Projektes zur Entschlüsselung der Papiere und daraus resultierend für die Enttarnung zahlreicher Agenten wie Klaus Fuchs in England, Ethel und Julius Rosenberg sowie Morton Sobell. Ihre Aussagen hatten auch großen Einfluss bzw. waren Grundlage für Maßnahmen während der sogenannten McCarthy-Ära gegen amerikanische Kommunisten.
Bentley starb im Alter von 55 Jahren an Bauchspeicheldrüsen-Krebs im Grace-New Haven Hospital in New Haven (Connecticut).

## Von ihr benannte Namen
- Rae Elson, Kurier der CPUSA und Mitarbeiterin der U.S. Service and Shipping Corporation
- Michael Greenberg, Vorstand der Wirtschafts-Warfare Administrative Division, Enemy Branch, Außen-Wirtschafts-Administration im United States Department of State
- Joseph Gregg, Büro des Koordinators für die Inter-Amerikanische Angelegenheiten im United States Department of State
- William Taylor, Vizedirektor für Forschung im United States Department of Treasury
- David Weintraub, Leiter des Amtes für auswärtige Soforthilfe und Rehabilitationoperationen im United Nations Relief and Rehabilitation Administration
- Bernhard Schuster, Sekretär der CPUSA in New York City